# Kufia

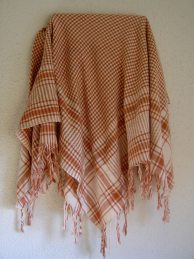
Kufia vermella i blanca

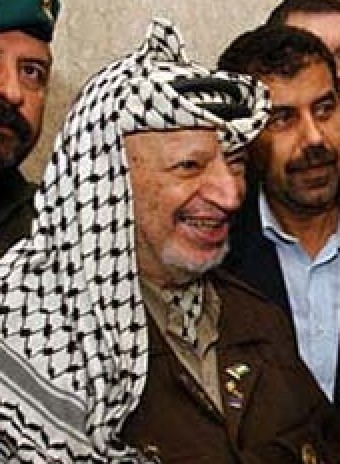
Iàssir Arafat amb la seva habitual kufia

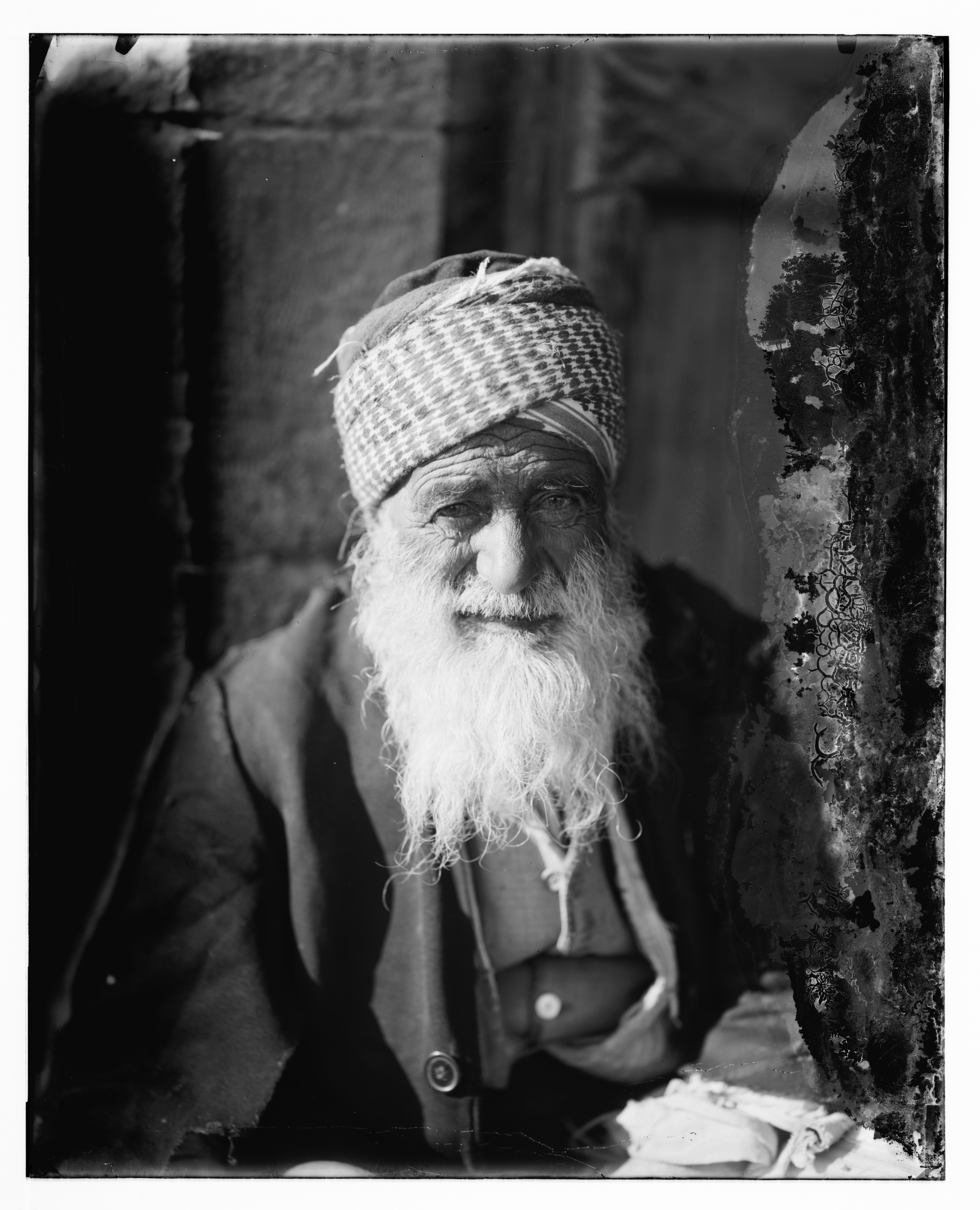
Jueu iemenita amb kufia, anomenada sudra (סודרא) en hebreu

La kufia (àrab: كوفية, kūfīyya; en plural كوفيات, kūfīyyāt), també coneguda com a keffiye (àrab dialectal: keffīye), ximagh (àrab: شماغ, ximāḡ; turc: jaşmak), ghutra (àrab: غترة, ḡuṭra), hatta (àrab: حطّة, ḥaṭṭa), maixadda (àrab: مشدة, maxadda), sudra (hebreu: סודרא‎) o mocador palestí, és un mocador tradicional d'Orient Mitjà i Aràbia usat principalment a Jordània, Palestina, l'Iraq, Israel, Líban, Kurdistan i la península Aràbiga. És teixit normalment amb cotó o lli, encara que també pot portar llana. Se sol portar embolicant el cap de diverses maneres, tant per protegir aquesta part del cos del fred com del sol. En ambients desèrtics també pot tenir utilitat per protegir la boca i els ulls del torb i la sorra.
Té un dibuix geomètric que varia d'unes zones a unes altres i que és, també en funció de la regió, de color negre o vermell, sempre sobre fons blanc. La kufia sovint està subjectada al capdavant per un cordó anomenat iqal (àrab: عقال, ʿiqāl) o, dialectalment, agal.

## Etimologia i denominacions
Tot i que la pronunciació en àrab estàndard és kufiyya, localment pot pronunciar-se kafiyya, kefiyya, kefiyye, keffiye, kuffiye etc. Etimològicament, el nom kufia prové de la ciutat de Kufa, a l'Iraq, que també ha donat lloc al mot català còfia.
A part de kufia, existeixen altres termes per designar el mateix mocador o alguna de les seves variants. Així, en el Creixent Fèrtil també està molt estès el vocable xal (àrab: شال, xāl). La mateixa peça és coneguda per ximagh o hatta a Jordània i altres llocs, mentre que a Aràbia sol usar-se ghutra, si bé aquesta paraula es refereix especialment a una kufia tota de color blanc.

## Història
Els motius teixits podrien tenir el seu origen en representacions de xarxes de pescadors o d'espigues procedents de l'antiga Mesopotàmia.
A la Palestina històrica, tradicionalment, només portaven la hatta els homes camperols (els felahin) i els beduïns. Era una kufia blanca i negra, i indicava un estatus social humil, rural i patriarcal. La kufia els diferenciava dels effendi que habitaven les ciutats i que marcaven la seva superioritat social portant un tarbuix o fes de color marró. El 1936, van ser els camperols els qui van emprendre la revolta palestina contra les autoritats mandatàries britàniques, i en els primers anys de la insurrecció la seva kufia els delatava quan obstaculitzen a les ciutats, i els convertia en un blanc fàcil per a les tropes britàniques. L'agost de 1938, època en la qual la revolta va aconseguir el seu punt àlgid, el comandament palestí va ordenar que tots els effendi abandonessin el fes per la kufia perquè els rebels poguessin confondre's amb els altres ciutadans. Encara que alguns effendi es van resistir, les fonts de l'època relaten que ràpidament els habitants de les ciutats van adoptar amb entusiasme la kufia com un símbol d'unitat nacional, alhora que es convertia per als camperols en un element democratizador que per primera vegada esborrava les marques exteriors de distinció social i d'antagonisme entre allò rural i l'urbà.
A mitjans dècada de 1960, els fedaïns palestins van reprendre la kufia com a emblema de lluita nacional i d'unitat, i els joves palestins, tant homes com a dones, van començar a portar-la com a mostra d'identitat nacional i d'activisme. D'aquella època en data l'associació de la kufia amb líders palestins com Iàssir Arafat o Leila Khaled les fotografies dels quals amb kufia van tenir un gran impacte mediàtic. A l'estranger s'ha identificat des de llavors amb la causa palestina, raó per la qual és coneguda també com a «mocador palestí».
Si bé la kufia tradicional d'aquest país és blanca i negra i tradicionalment només l'usen els homes, en el si de l'OAP els militants d'organitzacions d'esquerres s'han identificat portant kufies de traç vermell i d'ús compartit per dones, i per contrast les negres s'han associat exclusivament amb els homes militants de Fatah, l'organització hegemònica dins de l'OAP i amb els integristes islàmics, punt de Hamàs com d'altres grups afins a aquest corrent ideològic.
Al Kurdistan, on rep el nom de poşî, és també una peça de roba usada tradicionalment, de color vermell i blanc en els homes adults, i de colors en el cas de dones i joves. A Turquia, la policia ha perseguit l'ús d'aquesta peça per part de molts joves kurds, entesa com a mostra de suport als guerrillers del PKK.

## Comercialització i reaccions adverses al simbolisme polític
La kufia va ser introduïda en l'alta costura pel modista francès Nicolas Ghesquière, de l'empresa Balenciaga, i va ser imitat aviat per altres marques, fet que va donar a la peça en certs àmbits un valor de mer accessori indumentari. Actualment és normal veure joves, a tot el món, amb versions de la kufia en rosa, blau, marró i altres colors. Els turistes a Orient Mitjà, tant occidentals com a àrabs, també se sumen a la tendència que, no obstant això, molts veuen com un insult al símbol tradicionalment relacionat amb la causa palestina.
D'altra banda, alguns mitjans consideren la kufia com un símbol de suport al «terrorisme» —a causa que combatents de la resistència palestins s'han identificat amb la tradicional kufia—, tot i que aquest mocador és una peça d'ús mil·lenari als països àrabs.